# Præstbjerg
Præstbjerg är en kulle i Danmark.   Den ligger i Hernings kommun i Region Mittjylland, i den västra delen av landet, 250 km väster om Köpenhamn. Toppen på Præstbjerg är 92 meter över havet.
Närmaste större samhälle är Holstebro, 15,0 km norr om Præstbjerg. Trakten runt Præstbjerg består till största delen av jordbruksmark.